# Podoces
A Podoces a madarak (Aves) osztályának verébalakúak (Passeriformes) rendjébe, ezen belül a varjúfélék (Corvidae) családjába tartozó nem.

## Rendszerezésük
A nemet Johann Fischer von Waldheim német zoológus írta le 1821-ben, az alábbi fajok tartoznak ide:
- mongol pusztaiszajkó (Podoces hendersoni)
- fehérfarkú pusztaiszajkó (Podoces biddulphi)
- Szaxaul-szajkó (Podoces panderi)
- Pleske-pusztaiszajkó (Podoces pleskei)